# Dmître, Pustomîtî
Dmître (în ucraineană Дмитре) este localitatea de reședință a comunei Dmître din raionul Pustomîtî, regiunea Liov, Ucraina.

## Demografie
Componența lingvistică a localității Dmître
     Ucraineană (99,85%)
     Alte limbi (0,15%)
Conform recensământului din 2001, majoritatea populației localității Dmître era vorbitoare de ucraineană (99,85%), existând în minoritate și vorbitori de alte limbi.